# ایستگاه ایتو
ایستگاه ایتو (به ژاپنی: 伊東駅 Itō-eki) یک ایستگاه راه‌آهن واقع در بخش شمالی ایتو، شیزوئوکا در ژاپن است.